# Miljevići (gmina Prijepolje)
Miljevići (cyr. Миљевићи) – wieś w Serbii, w okręgu zlatiborskim, w gminie Prijepolje. W 2011 roku liczyła 478 mieszkańców.